# Schat van Gourdon
De schat van Gourdon is een depotvondst van gouden munten en sieraden die in 1845 werd ontdekt in het Franse Gourdon, departement Saône-et-Loire. Hij bestaat uit een gouden kelk en schaal, die dienden om de offergaven aan te brengen, alsook uit 104 gouden munten uit de merovingische periode. Deze munten hadden de beeltenis van de Byzantijnse keizers Leo I en Justinianus I.

## Geschiedenis
De schat werd in 1845 toevallig ontdekt door een jonge herderin Louise Forest. In Gourdon was in de zesde eeuw een klooster gevestigd. Algemeen werd aangenomen dat de monniken uit angst dat de abdij zou geplunderd worden bij een Frankische aanval, de schat hebben verborgen. De herderin vond de schat onder een Romeinse tegel, waar een kruis op gegraveerd was.
De schat werd verkocht op 20 juli 1846 in Parijs. De Franse staat kocht de twee belangrijkste zaken, de schaal en de kelk, terwijl de rest van de schat verspreid geraakte. De kelk en de schaal worden nu bewaard in de Nationale bibliotheek van Frankrijk. 

## Beschrijving van de voorwerpen

### De schaal

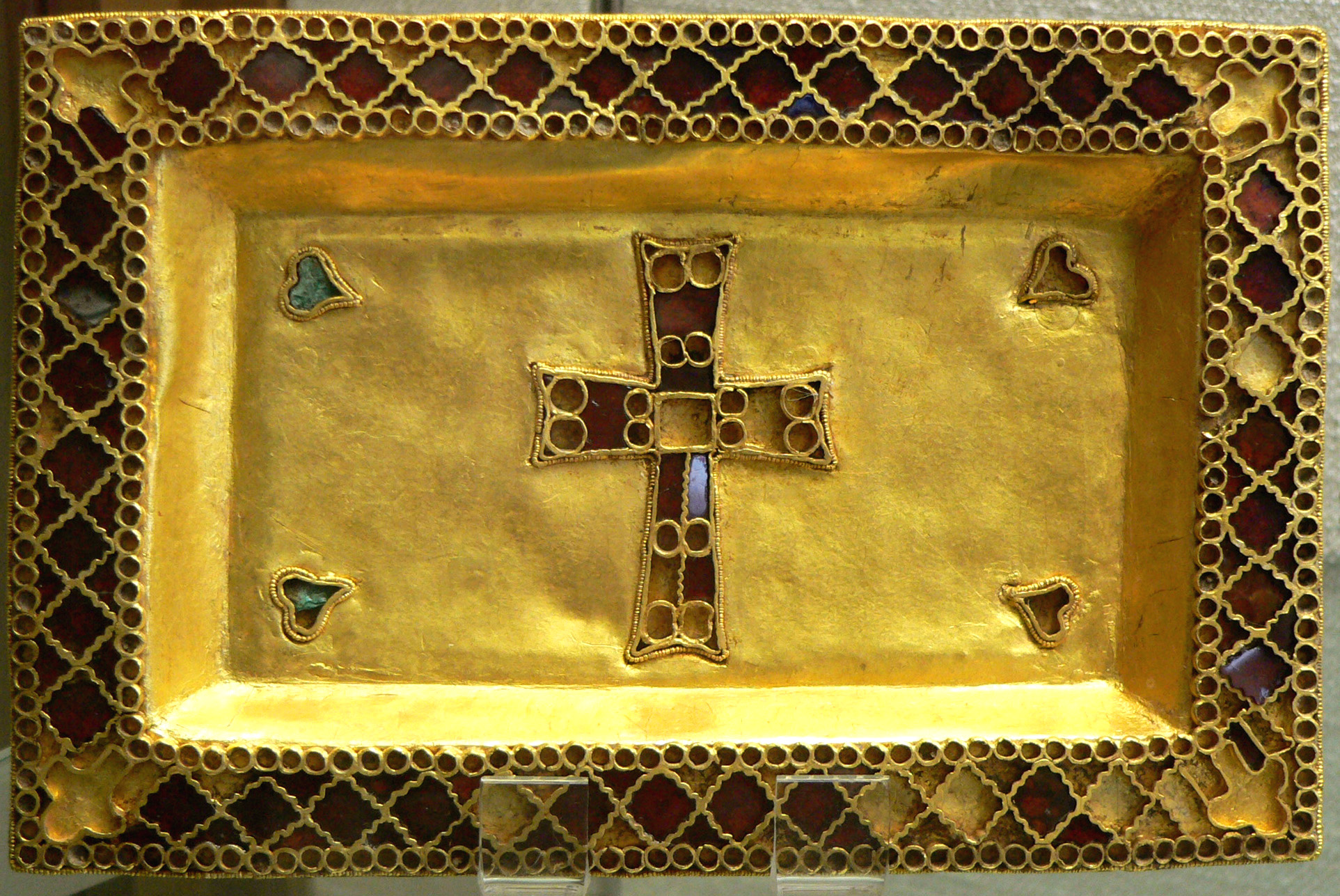
de schaal

De schaal is rechthoekig en heeft als afmetingen 19,5 cm lang, 12,5 cm breed en 1,6 cm diep. 
In het midden van de schaal is een kruis gevormd in een weefwerk van gouddraad met ingesloten granaatsteen. De vier hoeken van de schaal hebben hartvormige patronen in turkoois. De rand heeft dezelfde afwerking als het kruis in het centrum.
Zo is duidelijk zowel de Romeinse, de Christelijke en de barbaarse invloed te zien in deze afwerking. De Romeinse via de goede structuur en de evenwichtige versiering, de christelijke aan het kruis en het doel van de schaal. De barbaarse invloed is het gebruik van de techniek om stukjes steen in gouddraad in te weven. 
Het feit dat de schaal rechthoekig is, duidt op de Merovingische periode, want in het Karolingische tijdperk waren de schalen eerder cirkelvormig.

### De kelk

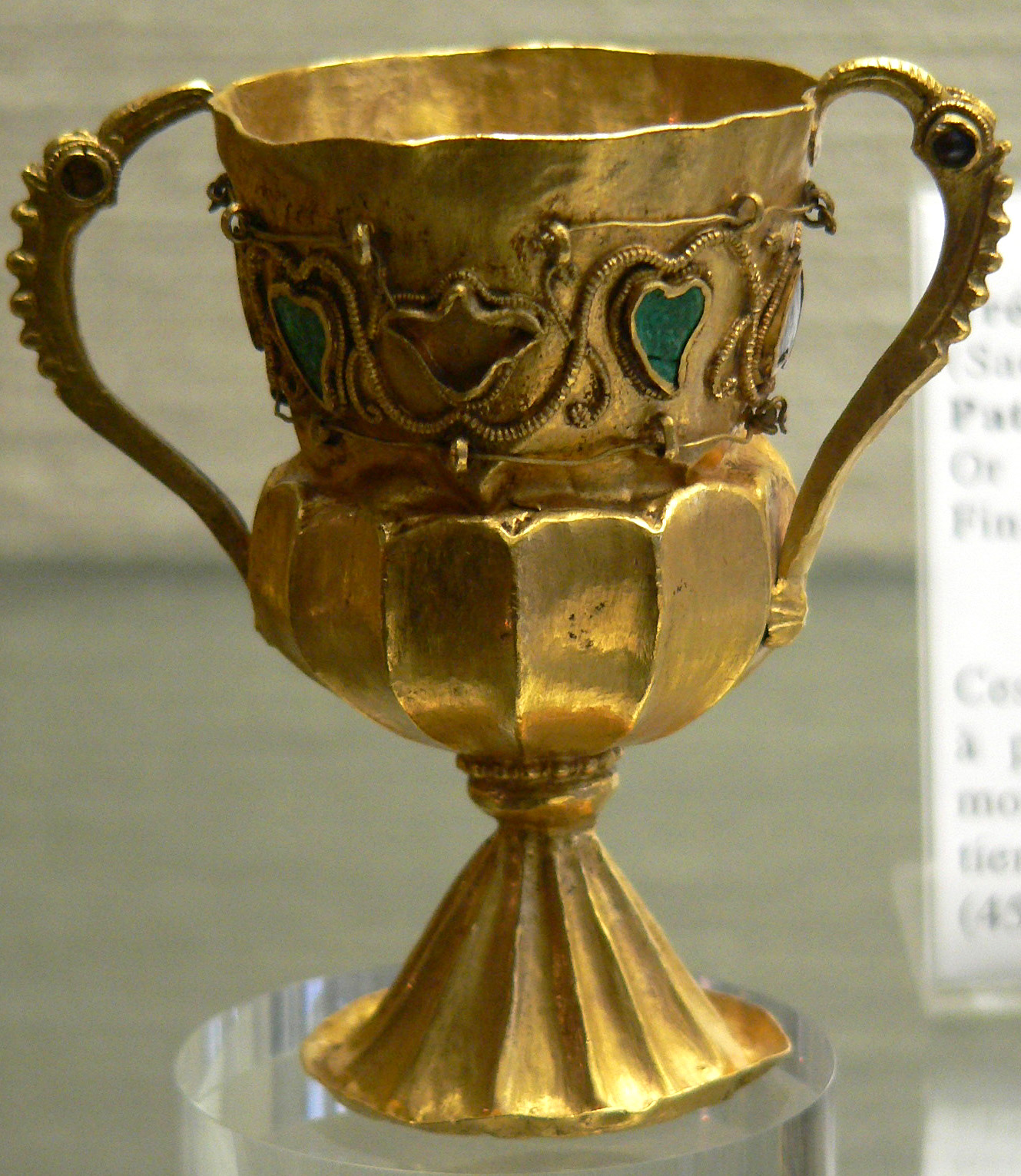
de kelk

De kelk is 7,5 cm hoog, heeft een kegelvormige voet en twee zeer mooi afgewerkte handvatten in de vorm van een vogel. Dit is duidelijk te herkennen aan de snavel tegen de kelk en het stuk email die het oog van de vogel voorstelt.
Het onderste gedeelte van de kelk is in zuiver goud, terwijl het gedeelte erboven opnieuw een weefwerk is van gouddraad en de ingesloten stenen in turkoois en granaatkleur, in de vorm van hartjes en palmen.
De vorm kan Romeins genoemd worden. De kelk gelijkt immers van vorm op deze die in Rome gebruikt werden om wijn te drinken.
Het gebruik van de vogelfiguur wordt later teruggevonden bij zowel de Merovingers, de Lombarden als de Visigoten of de West-Goten.